# 第六天古墳
第六天古墳（だいろくてんこふん）は、かつて神奈川県川崎市幸区に存在した古墳時代後期（6世紀末）の古墳。墳形は円墳。加瀬台古墳群（あるいは日吉・加瀬古墳群）の1つ。

## 概要
神奈川県川崎市と横浜市北部には、多摩丘陵の一部をなし、多摩川・矢上川、および鶴見川に挟まれて東西に伸びる標高35〜40メートル程の下末吉台地が広がっており、その東端部には、日吉台古墳群が所在する「日吉台」および「矢上台」や、加瀬台古墳群が所在する「加瀬台」と呼ばれる台地が存在する。加瀬台は日吉台・矢上台の東に隣接するが、合間に矢上川が流れて分断され、矢上川を境として加瀬台側（東側）が川崎市、日吉・矢上台側（西側）が横浜市となっている。日吉台古墳群と加瀬台古墳群は、台地は分離しているが地域的・時期的には近接しており、日吉・加瀬古墳群と総称されることがある。

## 発掘調査
かつて加瀬台の西端部分は、現在よりもさらに西に張り出すように延びており、その台地上には川崎市内最大級の前方後円墳である白山古墳（全長87メートル）と、円墳の第六天古墳（直径約19メートル）が存在した（現在は土取りにより台地ごと消滅）。両古墳は1937年（昭和12年）に、柴田常恵・森貞成ら慶應義塾大学三田史学会により発掘調査された。
第六天古墳の埋葬施設は、泥岩製切石積みの胴張り形玄室をもつ、複室構造の横穴式石室で、床面には扁平な礫（敷石）が敷き詰められていた。また玄室には緑泥片岩製の箱式石棺1基が安置されていた。石棺内部からは11体分の人骨が検出された
石棺内および玄室の内外からは様々な副葬品が検出され、須恵器の提瓶（さげべ）のほか、勾玉・切子玉・棗玉などの玉類、銅釧・耳環・金銅製の鈴などの金属製品が見つかった。
築造時期は川崎市のWebサイトでは7世紀後半とされているが、川崎市市民ミュージアムの資料等では6世紀末に築造され、7世紀初頭まで追葬が行われたと推定されている。

## 移設石室
調査の後、第六天古墳の墳丘は土取り工事により白山古墳と共に消滅したが、泥岩切石積みの横穴式石室は慶應義塾大学日吉キャンパス内に移設され、野外展示された。しかし、太平洋戦争中、およびその後のアメリカ軍によるキャンパス接収期（1945年〜1949年）に大きく損傷し、石室基底部の石材しか残存していない状態となったとされる。また、発掘調査で出土し慶應義塾が所蔵していた遺物（副葬品）も、太平洋戦争の戦災で多くが失われた。
その後1970年代に高校グラウンド拡張工事にあたって石室の再移設が行われたが、その際に記録がまったく残されず、かつ、あまり時を経ずに石材が埋められてしまったため、大学内において移設場所を知る者がいなくなり行方不明状態となっていた。
2012年（平成24年）に慶應義塾大学文学部教授の安藤広道が、日吉キャンパス内テニスコート脇の日吉台地下壕構造物（耐弾式竪坑）を調査していた際、近くの地表に泥岩が露出しているを発見し、第六天古墳の石室と見て2013年（平成25年）3月6日〜8日に調査を行い、再移設地点を特定した。
石室が再移設されていた場所は、1936年（昭和11年）7月に慶應義塾大学三田史学会の発掘調査で弥生時代の竪穴建物跡が多数検出され、このうちの第102〜105号および第111号建物跡をコンクリートで固めて現地保存した、日吉台遺跡群K地区と呼ばれる地点である。
調査の結果、石室基底部の石列が地表下10センチメートルから検出され、石室全体の縮尺は、1937年（昭和12年）調査の報告書の実測図とほぼ一致し、玄室内に緑泥片岩製の石棺や床面の礫（敷石）が配置されていることが判明したものの、複数の石材が失われ、敷石の位置と形状が報告書と一致しない箇所があるなど、戦中・戦後の破壊の影響をもかなり受けていることがわかった。調査後は、石室の範囲に土嚢を敷いて目印として埋め戻された。